# Осер (футбольний клуб)
«Осер» (фр. Auxerre) — французький футбольний клуб із однойменного міста, заснований 1905 року. У вищому французькому дивізіоні Ліга 1 виступав з 1980 по 2012 рік. З сезону 2012-13 виступає у Лізі 2. З «Осером» тісно пов'язане ім'я Гі Ру, який працював тренером клубу з 1961 по 2005 роки (окрім трьох сезонів) що є унікальним явищем в Лізі 1. А у 1954-57 роках він грав за цей клуб. Саме під керівництвом Гі Ру «Осер» здобув майже усі свої серйозні досягнення.

## Історія
Перший успіх клубу — фінал Кубка Франції у 1979 році, коли команда (представник другого дивізіону) вийшла до фіналу, де 16 червня на Парк де Пренс в присутності близько 46 000 глядачів поступилася «Нанту» у додатковий час 1:4 (гол на рахунку Сержа Мезонеза). У сезоні 1979-80 «Осер» виграв першість Ліги 2 і увійшов до еліти французького футболу.
Перші завойовані медалі у чемпіонаті — бронзові, команда отримала навесні 1984 року. Відповідно перший дебют на євроарені припадає на осінь 1984 року. Проте усе скінчилося на першій стадії (1/32 фіналу) розіграшу Кубка УЄФА, де бургундці поступилися лісабонському «Спортінгу» 0:2 та 2:2 у додатковий час. Дубль на рахунку польського легіонера Анджея Шармаха. Гравці «Осера»: воротар Жоель Батс та півзахисник Жан-Марк Феррері у складі збірної Франції стали чемпіонами Європи, який пройшов у Франції влітку того ж 1984 року. До речі, Жан-Марк Феррері став першим гравцем «Осера», котрий був запрошений до лав національної збірної ще 1982 року. А нападник Патріс Гаранд став олімпійським чемпіоном на літніх Олімпійських іграх у Лос-Анджелесі, а у внутрішньому чемпіонаті - найкращим бомбардиром, забивши 21 м'яч.
Після 4-го місця у чемпіонаті в сезоні 1984-85 року французи вдруге стартували у Кубку УЄФА восени 1985 року. Цього разу вони поступились європейському гранду, клубу «Мілан» також у першому колі: 3:1 та 0:3.
1986 рік. Жан-Марк Феррері у складі збірної Франції завоював бронзову медаль на чемпіонаті світу 1986 року в Мексиці. А France Football визнає Гі Ру тренером року.
Зайнявши 4-те місце в сезоні 1986-87 року, «Осер» втретє здобув право на участь у Кубку УЄФА. І знову невдало у першій же спробі. Цього разу грецький «Панатінаікос» був сильніший 0:2 та 3:2 (один з голів на рахунку відомого Еріка Кантони).
1988 рік. Франс футбол вдруге визнає Гі Ру тренером року.
5-те місце у Лізі 1 навесні 1989 року дало право на старт у Кубку УЄФА сезону 1989-90. І тут перший відносний успіх провінційної французької команди - чвертьфінал. 1/64 фіналу: «Динамо» (Загреб) 0:1 та 3:1; 1/32 фіналу: «Аполонія» (Фієрі, Албанія) 5:0 та 3:0; 1/16 фіналу: РоПС (Рованіємі) 5:0 та 3:0; 1/8 фіналу: «Олімпіакос» 1:1 та 0:0 (гол на чужому полі); 1/4 фіналу: «Фіорентина» 0:1 та 0:1.
У сезоні 1990-91 «Осер» вдруге здобуває «бронзу» національної першості, що дало можливість вп'яте стартувати у Кубку УЄФА. Вони програли у другому колі грізному «Ліверпулю». 1/32 фіналу: «Ікаст ФС» (Данія) 1:0 та 5:1; 1/16 фіналу: «Ліверпуль» 2:0 та 0:3.
У наступному сезоні (1991–1992) клуб з Бургундії був четвертим. Восени 1992 року він у черговий раз спробував підкорити Кубок УЄФА. Цей виступ був найбільш вдалим. Команда дійшла до півфіналу, де у післяматчевих пенальті поступилася дортмундській «Боруссії». «Осер» примусив говорити про себе не тільки футбольну Францію, але й Європу. 1/32 фіналу: «Локомотив» (Пловдив) 2:2 та 7:1; 1/16 фіналу: «Копенгаген» 5:0 та 2:0; 1/8 фіналу: «Стандард» (Льєж) 2:2 та 2:1; 1/4 фіналу: «Аякс» (Амстердам) 4:2 та 0:1; 1/2 фіналу: «Боруссія» (Дортмунд) 0:2 та 2:0 (5:6 по пенальті). Єдиною втіхою французам було те, що нападник Жеральд Батікль став найкращим бомбардиром цього розіграшу Кубка УЄФА, забивши 8 м'ячів у 10 матчах. Окрім цього, Бруно Мартіні, Паскаль Ваїруа, Крістоф Кокар були учасниками Чемпіонату Європи у Швеції в червні 1992 року. Авторитетний тижневик France Football визнає Алена Роша гравцем року Франції.
Сезон 1992-93 «Осер» закінчив на 5-му місці і знову восени 1993 року виступив у Кубку УЄФА. Проте старт був невдалим. 1/32 фіналу: «Тенерифе» 2:2 та 0:1
У 1994 році футболісти з Бургундії здобули свій перший трофей — Кубок Франції. 14 травня у фіналі на Парк де Пренс, в присутності понад 45 000 глядачів, вони досить переконливо перемогли «Монпельє» 3:0 (Муса Саїб, Жеральд Батікль, Корентен Мартенс). А у Лізі 1 були третіми. Восени вони дебютували у Кубку володарів кубків УЄФА. Французи дійшли до чвертьфіналу, де їх переміг лондонський «Арсенал». 1/16 фіналу: «Кроація» (Загреб) 1:3 та 3:0; 1/8 фіналу: «Бешикташ» 2:2 та 2:0; 1/4 фіналу: «Арсенал» 1:1 та 0:1.
Сезон 1994-95 «Осер» закінчив на 4-му місці і восени 1995 року у черговий раз стартував у Кубку УЄФА. Проте уже в другому колі вони зійшли з дистанції, програвши відомому англійському клубу «Ноттінгем Форест». 1/32 фіналу: «Вікінг» 1:1 та 1:0; 1/16 фіналу: «Ноттінгем Форест» 0:1 та 0:0.

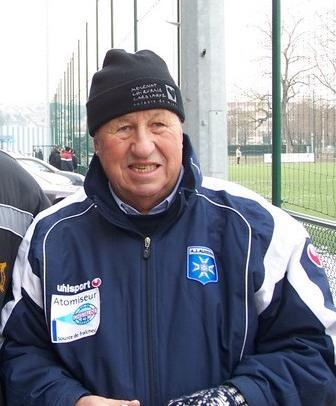
Гі Ру (2003)

16-й сезон (1995–1996) у Лізі 1 стає тріумфальним для «Осера». Бургундці виграють спочатку Кубок Франції. У фіналі на «Парк де Пренс» 4 травня вони перемагають «Нім Олімпік» 2:1 (Лоран Блан, Ліліан Ласланд), а трохи пізніше оформлюють «дубль», вигравши перше, і поки що єдине, «золото» національного чемпіонату. Це був рік визнання Гі Ру, він став тренером року у Франції, як в опитуванні тижневика France Football, так і Національного союзу професійних футболістів (НСПФ, фр.UNFP). Багатолітня копітка і водночас творча праця принесла довгоочікувані плоди. Бронзовими призерами Євро-96 в Англії у складі збірної Франції стали представники «Осера»: Лоран Блан, Сабрі Ламуші, Корентен Мартенс. Восени 1996 року новоспечений чемпіон дебютує у Лізі чемпіонів УЄФА. Перша спроба була непоганою, клуб дістався чвертьфіналу. Недавній кривдник «Осера» «Боруссія» (Дортмунд) перемогла і французів, і виграла того року Лігу чемпіонів. В груповому турнірі були такі результати: «Аякс» 0:1 та 2:1; «Глазго Рейнджерс» 2:1 та 2:1; «Грассгоппер» (Цюрих) 1:0 та 1:3. Клуб посідає перше місце в групі й виходить у чвертьфінал. 1/4 фіналу: «Боруссія» (Дортмунд) 1:3 та 0:1.
У підсумку сезону 1996-97 «Осер» опустився на 6-те місце в чемпіонаті. На європейській арені вони стають переможцями Кубка Інтертото 1997 року. Восени французи роблять ще одну спробу виграти Кубок УЄФА. Далі чвертьфіналу вони, однак, не пройшли. 1/32 фіналу: «Депортіво» (Ла-Корунья) 2:1 та 0:0; 1/16 фіналу: ОФІ (Крит) 3:1 та 2:3; 1/8 фіналу: «Твенте» (Енсхеде) 1:0 та 2:0; 1/4 фіналу: «Лаціо» 0:1 та 2:2. Забивши 7 м'ячів у 8 матчах, Стефан Гіварш став найкращим бомбардиром розиграшу Кубка УЄФА сезону 1997-98.
7-ме місце навесні 1998 року, участь в Кубку Інтертото 1998 року - посередні показники. Проте три гравці «Осера» стали чемпіонами світу на домашньому мундіалі. Це воротар Ліонель Шарбоньє, півзахисник Бернар Діомед, нападник Стефан Гіварш. До того, ж, Стефан Гіварш став найкращим бомбардиром Ліги 1 з результатом - 21 м'яч.
Наступним вагомим успіхом клубу був сезон 2001-02, коли завойовано вчетверте бронзові медалі чемпіонату. Це дало можливість в сезоні 2002-03 брати участь в Лізі чемпіонів УЄФА. Проте серед чемпіонів все скінчилося на груповій стадії. В третьому кваліфікаційному раунді «Осер» здолав португальську «Боавішту» 1:0 та 0:0. Результати в групі: з ПСВ 0:0 та 0:3; з «Арсеналом» 0:1 та 2:1; із добре знайомою «Боруссією» (Дортмунд) 1:2 та 1:0. Зайнявши в групі 3-є місце французи кваліфікувалися в Кубок УЄФА. Тут мали такі результати: 1/16 фіналу: «Реал Бетіс» (Севілья) 0:1 та 2:0; 1/8 фіналу: «Ліверпуль» 0:1 та 0:2. Джибріль Сіссе, забивши 22 голи, став одним з найкращих за цим показником у чемпіонаті Франції.
Сезон 2002-03 на батьківщині приніс черговий успіх в Кубку Франції. 31 травня на стадіоні «Стад де Франс» понад 78 000 глядачів були свідками драматичного фіналу, де бургундці здолали столичний «Парі Сен-Жермен» 2:1. По ходу гри «Осер» мусив відігруватися. На 90-й хвилині переможний гол забив Жан-Ален Бумсонг. А перший гол, зрівнявши рахунок, забив Джибріль Сіссе, до речі, єдиний представник «Осеру» на чемпіонаті світу з футболу 2002 року в Кореї та Японії. В матчі за Суперкубок Франції чемпіон «Олімпік» (Ліон) переміг володаря Кубка 2:1. Восени 2003 року «Осер» брав участь в Кубку УЄФА. 1/64 фіналу: «Ксамакс» 1:0 та 1:0; 1/32 фіналу: «Утрехт»: 0:0 та 4:0; 1/16 фіналу: «Панатінаікос» 0:0 та 1:0; 1/8 фіналу: ПСВ 1:1 та 0:3.
4-те місце в Лізі 1 сезону 2003-04 забезпечило 12-й старт в Кубку УЄФА. Це був останній більш-менш пристойний виступ «Осера» на європейській арені — чвертьфінал. 1-й раунд: «Ольборг» 1:1 та 2:0. Потім у групі зайняли 2-ге місце і пройшли далі. Матчі в групі: з «Грацером» 0:0; з АЗ 0:2; з польською «Амікою» (Вронкі) 5:1; з «Глазго Рейнджерс» 2:0; 1/16 фіналу: «Аякс» 0:1 та 3:1; 1/8 фіналу: «Лілль» 1:0 та 0:0; 1/4 фіналу: програли майбутньому переможцю - ЦСКА (Москва) 0:4 та 2:0. Захисник «Осера» Жан-Ален Бумсонґ захищав кольори збірної Франції на чемпіонаті Європи з футболу 2004 року в Португалії. А Джибріль Сіссе, з 26 голами, вдруге здобув звання найкращого бомбардира чемпіонату.
Сезон 2004-05. «Осер» вчетверте стає володарем Кубка Франції. 4 червня при вщерть заповнених трибунах на «Стад де Франс» вони перемогли друголіговий «Седан». Голи на рахунку Бенджані Мваруварі та Бонавантюр Калу. Це була остання гра під керівництвом Гі Ру. Він, фактично, залишив тренерську кар'єру. Його місце займає Жак Сантіні. В кінці липня в матчі за Суперкубок Франції з футболу на власному стадіоні Аббе-Дешам програють чемпіону - ліонському «Олімпіку» 1:4. Восени «Осер», програвши болгарському «Левскі» (Софія) 2:1 та 0:1 (завдяки м'ячу на чужому полі) вибув з Кубка УЄФА.
Наступного сезону влітку, головним тренером стає Жан Фернандес. Команда виграє Кубок Інтертото та здобуває право на 14-й старт у Кубку УЄФА. Все скінчилось в груповому турнірі, де футболісти Бургундії зайняли передостаннє місце. 2-й кваліфікаційний раунд: ОФК «Белград» 1:0 та 5:1; 1-й раунд: «Динамо» (Загреб) 2:1 та 3:1; Група: «Маккабі» (Хайфа) 1:3, «Глазго Рейнджерс» 2:2, «Партизан» 4:1, «Ліворно» 0:1.
Сезон 2009-10 приніс останній, наразі, здобуток в елітній першості Франції - п'яту «бронзу». Це дало підставу втретє спробувати сили в Лізі чемпіонів УЄФА, а Жана Фернандеса визнати тренером року (згідно з НСПФ). Раунд стикових матчів: «Зеніт» 0:1 та 2:0. Матчі в групі: з «Міланом» 0:2 та 0:2; з «Реалом» 0:1 та 0:4. з «Аяксом» 1:2 та 2:1. Турнірний підсумок - останнє місце в досить сильній групі.
В сезоні 2011-12 «Осер» зайняв останнє 20-те місце в Лізі 1 і вибув в Лігу 2.
Наступний серйозний успіх - вихід до фіналу Кубка Франції. 30 травня 2015 року при повному аншлазі на «Стад де Франс» середняк Ліги 2 поступився безумовному фаворитові «Парі Сен-Жермен» 0:1.
Провівши 10 сезонів в другому дивізіоні, «Осер» врешті спромігся зайняти 3-те місце в 2021—2022 і отримав право на перехідний турнір (плей-оф) за право виступати в Лізі 1. У півфіналі в одному матчі на свому полі вони здолали друголіговий «Сошо» — 0:0 (по пенальті — 5:4). У фінальному двобої переграли «Сент-Етьєн» — представника вищого дивізіону, який зайняв 15-те місце: вдома — 1:1, та у гостях — 1:1 (по пенальті — 5:4) і вибороли право виступати в еліті французького футболу.
Проте, затриматися в елітному дивізіоні не вдалося. До останнього туру клуб боровся за виживання, але занявши 17-те місце, вибув у Лігу 2.
За результатами сезону 2023-24 бургундці, повернулись до когорти найкращих.

## Сезони 1975—2025. Досягнення у Франції та Європі
| Сезон   | Чемпіонат Франції | Кубок Франції | Кубок Ліги | Основні турніри УЄФА                | Інші турніри                                         |
|         | Д2                |               |            |                                     |                                                      |
| ------- | ----------------- | ------------- | ---------- | ----------------------------------- | ---------------------------------------------------- |
| 1974-75 | 10                | 1/32          | —          | —                                   |                                                      |
| 1975-76 | 9                 | 1/16          | —          | —                                   |                                                      |
| 1976-77 | 5                 | 1/16          | —          | —                                   |                                                      |
| 1977-78 | 4                 | 1/32          | —          | —                                   |                                                      |
| 1978-79 | 4                 | Фіналіст      | —          | —                                   |                                                      |
| 1979-80 | 1                 | 1/4           | —          | —                                   |                                                      |
|         | Д1                |               |            |                                     |                                                      |
| 1980-81 | 10                | 1/16          | —          | —                                   |                                                      |
| 1981-82 | 15                | 1/16          | Група*     | —                                   |                                                      |
| 1982-83 | 8                 | 1/32          | —          | —                                   |                                                      |
| 1983-84 | 3                 | 1/32          | 1/8*       | —                                   |                                                      |
| 1984-85 | 4                 | 1/32          | —          | Кубок УЄФА 1/32                     | Кубок Альп Переможець                                |
| 1985-86 | 7                 | 1/4           | 1/4*       | Кубок УЄФА 1/32                     |                                                      |
| 1986-87 | 4                 | 1/8           | —          | —                                   | Кубок Альп Переможець                                |
| 1987-88 | 9                 | 1/8           | —          | Кубок УЄФА 1/32                     |                                                      |
| 1988-89 | 5                 | 1/2           | —          | —                                   |                                                      |
| 1989-90 | 6                 | 1/16          | —          | Кубок УЄФА 1/4                      |                                                      |
| 1990-91 | 3                 | 1/8           | —          | —                                   |                                                      |
| 1991-92 | 4                 | 1/16          | 1/8*       | Кубок УЄФА 1/16                     |                                                      |
| 1992-93 | 5                 | 1/32          | —          | Кубок УЄФА 1/2                      |                                                      |
| 1993-94 | 3                 | Переможець    | 1/4*       | Кубок УЄФА 1/32                     |                                                      |
| 1994-95 | 4                 | 1/8           | 1/16       | Кубок кубків 1/4                    |                                                      |
| 1995-96 | Чемпіон           | Переможець    | 1/8        | Кубок УЄФА 1/16                     |                                                      |
| 1996-97 | 6                 | 1/8           | 1/16       | Ліга чемпіонів 1/4                  | Кубок Інтертото Переможець                           |
| 1997-98 | 7                 | 1/16          | 1/2        | Кубок УЄФА 1/4                      |                                                      |
| 1998-99 | 14                | 1/32          | 1/4        | —                                   | Кубок Інтертото 3 Раунд                              |
| 1999-00 | 8                 | 1/32          | 1/16       | —                                   | Кубок Інтертото Фіналіст                             |
| 2000-01 | 13                | 1/4           | 1/8        | —                                   |                                                      |
| 2001-02 | 3                 | 1/32          | 1/8        | —                                   |                                                      |
|         | Ліга 1            |               |            |                                     |                                                      |
| 2002-03 | 6                 | Переможець    | 1/16       | Ліга чемпіонів Група Кубок УЄФА 1/8 | Суперкубок Франції Фіналіст                          |
| 2003-04 | 4                 | 1/8           | 1/2        | Кубок УЄФА 1/8                      |                                                      |
| 2004-05 | 8                 | Переможець    | 1/4        | Кубок УЄФА 1/4                      | Суперкубок Франції Фіналіст                          |
| 2005-06 | 6                 | 1/16          | 1/8        | Кубок УЄФА 1/32                     |                                                      |
| 2006-07 | 8                 | 1/32          | 1/8        | Кубок УЄФА Група                    | Кубок Інтертото Переможець                           |
| 2007-08 | 15                | 1/16          | 1/2        | —                                   |                                                      |
| 2008-09 | 8                 | 1/32          | 1/8        | —                                   |                                                      |
| 2009-10 | 3                 | 1/4           | 1/16       | —                                   |                                                      |
| 2010-11 | 9                 | 1/32          | 1/2        | Ліга чемпіонів Група                |                                                      |
| 2011-12 | 20                | 1/16          | 1/8        | —                                   |                                                      |
|         | Ліга 2            |               |            |                                     |                                                      |
| 2012-13 | 9                 | 1/128         | 1/8        | —                                   |                                                      |
| 2013-14 | 16                | 1/8           | 1/8        | —                                   |                                                      |
| 2014-15 | 9                 | Фіналіст      | 1/16       | —                                   |                                                      |
| 2015-16 | 8                 | 1/128         | 1/16       | —                                   |                                                      |
| 2016-17 | 17                | 1/8           | 1/16       | —                                   |                                                      |
| 2017-18 | 11                | 1/8           | 1/64       | —                                   |                                                      |
| 2018-19 | 15                | 1/128         | 1/16       | —                                   |                                                      |
| 2019-20 | 11                | 1/64          | 1/64       | —                                   |                                                      |
| 2020-21 | 6                 | 1/32          | —          | —                                   |                                                      |
| 2021-22 | 3                 | 1/32          | —          | —                                   | Перехідний турнір за право грати в Лізі 1 Переможець |
|         | Ліга 1            |               |            |                                     |                                                      |
| 2022-23 | 17                | 1/8           | —          | —                                   |                                                      |
|         | Ліга 2            |               |            |                                     |                                                      |
| 2023-24 | 1                 | 1/32          | —          | —                                   |                                                      |
|         | Ліга 1            |               |            |                                     |                                                      |
| 2024-25 | 11                | 1/32          | —          | —                                   |                                                      |

 * — Літній кубок (1982-1994)

## Цікаві факти
Усього клуб за період з 1984 по 2010 роки зіграв 127 матчів в 4-ох клубних європейських турнірах.
- Ліга чемпіонів УЄФА: 3 сезони, 24 гри, 9 перемог, 2 нічиї, 13 поразок, м'ячі: 19-31;
- Кубок кубків УЄФА: 1 сезон, 6 ігор, 2 перемоги, 2 нічиї, 2 поразки, м'ячі: 9-7;
- Ліга Європи УЄФА: 14 сезонів, 78 ігор, 37 перемог, 17 нічиїх, 24 поразки, м'ячі: 123-76;
- Кубок Інтертото: 4 сезони, 19 ігор, 10 перемог, 5 нічиїх, 4 поразки, м'ячі: 44-16.

Найбільше матчів в європейських кубках «Осер» зіграв з амстердамським «Аяксом» - 8. По 4-и перемоги мають в активі обидві команди. Різниця м'ячів 12-10 на користь французів.
Починаючи з середини 1970-х років селекційна політика клубу була орієнтована на придбання дешевих і талановитих футболістів зі східної Європи, на той час із «соціалістичного табору». До останніх часів керівництво «Осера» не змінювало своїх поглядів. «Польський легіон», зокрема, був і є досить представницький:
- Мар'ян Шея (1974–1980) - чемпіон Олімпійських ігор 1972 в Мюнхені;
- Збігнев Шликович (1974–1978);
- Юзеф Клозе (1979–1981) - батько Мирослава Клозе;
- Генрик Вічорек (1980–1983)- бронзовий призер ЧС-1974, віце-чемпіон Олімпійських ігор в 1976 в Монреалі, був капітаном «Осера»;
- Анджей Шармах (1980–1985) - бронзовий призер ЧС-1974 та 1982, віце-чемпіон Олімпійських ігор в 1976 в Монреалі, був капітаном «Осера»;
- Павел Янас (1982–1986) - бронзовий призер ЧС-1982;
- Вальдемар Матисик (1987–1990) - бронзовий призер ЧС-1982, учасник ЧС-1986;
- Анджей Згутчинський (1986–1988) - учасник ЧС-1986;
- Збігнев Качмарек (1990–1992) - гравець збірної Польщі,
- Марцін Кузьба (1998–1999) - гравець збірної Польщі;
- Пйотр Влодарчик (2002) - гравець збірної Польщі;
- Іренеуш Єлень (2006-11) - учасник ЧС-2006;
- Даріуш Дудка (2008-12) - учасник ЧС-2006, Євро-2008, 2012;

Угорські легіонери:
- Дезе Бурча (1985–1987) - учасник ЧС-1986;
- Кальман Ковач (1989–1991) - учасник ЧС-1986;

Румунські легіонери:
- Габріель Тамаш (2007-10) - учасник Євро-2008;
- Даніель Нікулае (2006-10) - учасник Євро-2008;

Чеський легіонер:
- Рене Больф (2004-07) - бронзовий призер Євро-2004.

## Досягнення

### Клуб
Ліга 1:
- Чемпіон (1): 1995/96
- Бронзовий призер (5): 1983/84, 1990/91, 1993/94, 2001/02, 2009/10

Ліга 2:
- Переможець (2): 1979/80, 2023/24

 Кубок Франції:
- Володар (4): 1993/94, 1995/96, 2002/03, 2004/05
- Фіналіст (1): 1978/79, 2014/15

Кубок французької Ліги:
- Півфіналіст (4): 1997/98, 2003/04, 2007/08, 2010/11

Суперкубок Франції:
- Фіналіст (2): 2003, 2005

 Ліга чемпіонів УЄФА:
- Чвертьфіналіст (1): 1996/97

 Кубок володарів кубків УЄФА:
- Чвертьфіналіст (1): 1994/95

Кубок УЄФА:
- Півфіналіст (1): 1992/93
- Чвертьфіналіст (1): 1989/90, 1997/98

Кубок Інтертото:
- Володар (2): 1997, 2006
- Фіналіст (1): 2000

Кубок Альп
- Володар (2): 1985, 1987

### Гравці
- Найбільше ігор у Лізі 1: Фаб'єн Коль (1994–2007) — 351
- Найкращий бомбардир у Лізі 1:   Анджей Шармах (1980–1985) — 94
- Найбільше ігор в єврокубках: Фаб'єн Коль (1994–2007) — 68
- Найбільше голів в еврокубках: Стефан Гіварш (1995–1996, 1997–1998, 1999–2001) — 18

## Відомі гравці
- Жоель Батс
- Лоран Блан
- Базіль Болі
- Жан-Ален Бумсонг
- Стефан Гіварш
- Бернар Діомед
- Ерік Кантона
- Олів'є Капо
- Фаб'єн Коль
- Філіп Мексес
- Бакарі Санья
- Джибріль Сіссе
- Тарібо Вест
- Жан-Марк Феррері
- Ліонель Шарбоньє
- Анджей Шармах
- Енцо Шифо